# Мавзолей Сухэ-Батора
Мавзолей Сухэ-Батора (монг. Сүхбаатарын бунхан) был построен в честь вождя монгольской социалистической революции 1921 года Сухэ-Батора, а также Хорлогийна Чойбалсана, в 1952 году, после смерти последнего. Мавзолей располагался в столице МНР Улан-Баторе на северной стороне площади Сухэ-Батора, напротив Дворца правительства.
Тело Сухэ-Батора, скончавшегося в 1923 году и похороненного в Алтан-Улгии, было эксгумировано и помещено в новый улан-баторский мавзолей, по архитектуре напоминавший московский мавзолей Ленина. В 2005 году мавзолей снесли с тем, чтобы освободить место для сооружения мемориала в честь Чингисхана; тела обоих правителей были эксгумированы и подвергнуты ритуальной кремации при участии буддийского духовенства. Прах обоих перезахоронен на национальном кладбище Алтан-Улгий.